# Tiliqua multifasciata
Tiliqua multifasciata är en ödleart som beskrevs av  Richard Sternfeld 1919. Tiliqua multifasciata ingår i släktet Tiliqua och familjen skinkar. Inga underarter finns listade i Catalogue of Life.